# Strade provinciali della provincia di Lodi
La rete delle strade provinciali della provincia di Lodi è composta dalle seguenti strade:
| Numero       | Denominazione                                       | Mappa |
| ------------ | --------------------------------------------------- | ----- |
| SP 16        | San Grato - Zelo Buon Persico                       |       |
| SP 16 dir    | diramazione Paullo                                  |       |
| SP 16 bis    | diramazione San Grato                               |       |
| SP 17        | Mairano - Sant'Angelo - confine pavese              |       |
| SP 19        | di Graffignana                                      |       |
| SP 20        | Mantovana                                           |       |
| SP 22        | Casalpusterlengo - Castiglione d'Adda               |       |
| SP 23        | Lodi - San Colombano al Lambro                      |       |
| SP 25        | Lodi - Boffalora d'Adda                             |       |
| SP 26        | Lodi - Castiglione d'Adda                           |       |
| SP 27        | Castiglione d'Adda - Castelnuovo Bocca d'Adda       |       |
| SP 107       | Lodi - Ospedaletto Lodigiano                        |       |
| SP 108       | Codogno - Cavacurta                                 |       |
| SP 115       | Lodi - Salerano sul Lambro                          |       |
| SP 116       | Codogno - Meleti                                    |       |
| SP 123       | Sant'Angelo Lodigiano - Valera Fratta               |       |
| SP 124       | Cadilana - Abbadia Cerreto                          |       |
| SP 125       | Graffignana - Livraga                               |       |
| SP 126       | Ospedaletto Lodigiano - Codogno                     |       |
| SP 138       | Pandina                                             |       |
| SP 140       | Borgo San Giovanni - Tavazzano                      |       |
| SP 141       | Brembio - Somaglia                                  |       |
| SP 142       | Casalpusterlengo - Somaglia                         |       |
| SP 143       | Secugnago - Turano Lodigiano                        |       |
| SP 144       | Colombina - Vinzaschina                             |       |
| SP 145       | San Fiorano - San Rocco al Porto                    |       |
| SP 158       | Villavesco - Cassino d'Alberi                       |       |
| SP 159       | Sordio - confine Dresano                            |       |
| SP 166       | Casaletto Lodigiano - confine pavese                |       |
| SP 167       | Sant'Angelo Lodigiano - Motta Vigana                |       |
| SP 168       | Secugnago - Livraga                                 |       |
| SP 169       | Via Emilia - Cavenago d'Adda                        |       |
| SP 181       | Zelo Buon Persico - Lavagna                         |       |
| SP 181 dir   | diramazione Comazzo - Lavagna                       |       |
| SP 185       | Crespiatica - Dovera                                |       |
| SP 185 dir   | Crespiatica - confine Cremona                       |       |
| SP 186       | Muzza - San Martino in Strada - SS 9                |       |
| SP 187       | Muzza - Massalengo                                  |       |
| SP 188       | Muzza - Villanova del Sillaro                       |       |
| SP 189       | Graffignana - Miradolo Terme                        |       |
| SP 190       | Borghetto Lodigiano - Ossago Lodigiano - Via Emilia |       |
| SP 191       | Mairago - Basiasco                                  |       |
| SP 192       | Terranova dei Passerini - Bertonico                 |       |
| SP 193       | Maleo - Corno Giovine                               |       |
| SP 194       | Cornovecchio - Corno Giovine                        |       |
| SP 195       | Cornovecchio - Caselle Landi                        |       |
| SP 196       | Meleti - Maccastorna                                |       |
| SP 201       | Zelo Buon Persico - Comazzo                         |       |
| SP 202       | Montanaso Lombardo - Quartiano                      |       |
| SP 204       | Salerano sul Lambro - San Zenone al Lambro          |       |
| SP 205       | Salerano sul Lambro - Marudo                        |       |
| SP 205 dir   | diramazione Marudo - Vidardo                        |       |
| SP 206       | Livraga - Senna Lodigiana                           |       |
| SP 207       | San Giacomo - Rovedaro                              |       |
| SP 218       | Casalmaiocco - Villavesco                           |       |
| SP 219       | Casalmaiocco - confine Vizzolo Predabissi           |       |
| SP 222       | Casalpusterlengo - Turano Lodigiano                 |       |
| SP 223       | Somaglia - Guardamiglio                             |       |
| SP 237       | Turano Lodigiano - Cavenago d'Adda                  |       |
| SP 243       | Castelnuovo Bocca d'Adda - Maccastorna              |       |
| SP 244       | San Fiorano - Via Emilia                            |       |
| SP ex SS 234 | Codognese                                           |       |
| SP ex SS 235 | di Orzinuovi                                        |       |
| SP ex SS 412 | della Val Tidone                                    |       |
| SP ex SS 415 | Paullese                                            |       |
| SP ex SS 472 | Bergamina                                           |       |
| SP ex SS 591 | Cremasca                                            |       |